# Карлітуш (футболіст, 1993)
Карлуш Мігел Тавареш де Олівейра (порт. Carlos Miguel Tavares de Oliveira), відоміший під коротшим прізвиськом Карлітуш (порт. Carlitos, нар. 9 березня 1993, Алмада) — португальський футболіст, нападник клубу «Гондомар». Відомий також за виступами в низці португальських і закордонних клубів. Чемпіон Вірменії, володар Кубка Казахстану.

## Ігрова кар'єра
Карлуш Мігел Тавареш народився 1993 року в місті Алмада. Займався в юнацькій команді футбольного клубу «Торре», пізніше грав у юнацьких командах «Бенфіка» та «Ештуріл-Прая». У професійному футболі Карлітуш дебютував 2012 року виступами за команду «Сінтренсе», в якій грав до 2013 року. У 2013 році нападник перейшов до кіпрського клубу «Докса», з якого наступного року португальця віддали в річну оренду до іншого кіпрського клубу АЕЛ, після якої він знову повернувся до клубу «Докса».
На початку 2016 року Карлітуш перейшов до кіпрського АПОЕЛ, проте за короткий час став гравцем іншого кіпрського клубу «Анортосіс», у складі якого грав до 2018 року. У 2018 році португальський нападник перейшов до польського клубу «Вісла» (Плоцьк), а в 2019 році спочатку грав у клубі «Кайсар», у якому став володарем Кубка Казахстану, а пізніше знову став гравцем кіпрського клубу «Докса».
З 2021 до 2022 року футболіст грав у складі вірменського клубу «Пюнік», у складі якого став чемпіоном Вірменії. З 2022 по 2023 рік португальський нападник грав у нижчолігових грецьких клубах «Ханья» та «Айолікос». З 2024 року Карлітуш грає на батьківщині в складі клубу «Гондомар».

## Титули і досягнення
- Чемпіон Вірменії (1):

«Пюнік»: 2021–2022
- Володар Кубка Казахстану (2):

«Кайсар»: 2019